# 陳文宣
陳文宣（發音：[t͡ɕən˨˩ van˧˧ twiən˧˧]；1913年9月1日—1976年10月28日），越南律師，越南國民黨領導人之一，曾擔任越南國新聞總長（後爲新聞部長），越南共和國眾議員和副總理。1975年越南共和國滅亡後，陳文宣被新政府逮捕，後死於再教育營。

## 生平
1913年9月1日，陳文宣出生於越南北部的宣光省。